# Saint-Jeure-d’Ay
Saint-Jeure-d’Ay – miejscowość i gmina we Francji, w regionie Owernia-Rodan-Alpy, w departamencie Ardèche.
Według danych na rok 1990 gminę zamieszkiwało 370 osób, a gęstość zaludnienia wynosiła 54 osób/km² (wśród 2880 gmin regionu Rodan-Alpy Saint-Jeure-d’Ay plasuje się na 1262. miejscu pod względem liczby ludności, natomiast pod względem powierzchni na miejscu 1369.).